# Ictinogomphus rapax
Ictinogomphus rapax е вид водно конче от семейство Gomphidae. Видът не е застрашен от изчезване.

## Разпространение
Разпространен е в Бангладеш, Виетнам, Индия (Андамански острови, Андхра Прадеш, Аруначал Прадеш, Асам, Бихар, Дарджилинг, Делхи, Джаму и Кашмир, Джаркханд, Западна Бенгалия, Карнатака, Керала, Мадхя Прадеш, Манипур, Махаращра, Мегхалая, Мизорам, Ориса, Пенджаб, Пондичери, Раджастан, Сиким, Тамил Наду, Утар Прадеш, Утаракханд, Харяна, Химачал Прадеш и Чхатисгарх), Малайзия, Мианмар, Непал, Тайланд и Шри Ланка.